# 2015 في إيران
فيما يلي قوائم الأحداث التي وقعت خلال عام 2015 في إيران.

## سياسة

### تعيين في المنصب
- 16 سبتمبر – صالح أديبي سفير إيران.

## أفلام
من الأفلام التي صدرت هذه السنة في إيران:
- 1 يناير – محمد رسول الله من إخراج مجيد مجيدي.

## وفيات

### فبراير
- 10 فبراير – البهبودي (مواليد 1929)
- 21 فبراير – صادق طباطبائي (مواليد 1943) سياسي إيراني.

### أبريل
- 23 أبريل – عزيز أصلي (مواليد 1938)

### مايو
- 4 مايو – فريناز خسرواني

### أغسطس
- 1 أغسطس – ناصر بوربيرار (مواليد 1940) كاتب إيراني.

### سبتمبر
- 24 سبتمبر – غضنفر ركن آبادي (مواليد 1966) دبلوماسي إيراني.

### أكتوبر
- 1 أكتوبر – هادي نوروزي (مواليد 1985) لاعب كرة قدم إيراني.
- 7 أكتوبر – حسين همداني (مواليد 1955) عسكري إيراني.